# Tomàs Capdevila i Miró
Tomàs Capdevila i Miró   (Maldà, 5 de maig de 1914 - Barbastre, 13 d'agost de 1936) fou un religiós claretià. És venerat com a beat per l'Església Catòlica.
Als 10 anys va ingressar al col·legi claretià de Cervera per preparar-se per ser missioner. Després va cursar els estudis filosòfics a Solsona i els de Teologia a Cervera. El 1935 va arribar a Barbastre per culminar la carrera amb l'ordenació sacerdotal. A l'inici de la Guerra civil espanyola, fou executat, juntament amb els seus companys de comunitat, per milicians anarquistes. En el moment de la mort havia acabat cinquè curs de Teologia.
El 25 d'octubre de 1992 fou beatificat pel Papa Joan Pau II.: